# أحمد فؤاد شنيب
أحمد فؤاد شنيب (1923 - 2007) أديب وسياسي ليبي يعتبر من الرواد الأوائل في حركة التعليم في ليبيا كما تقلد العديد من المناصب في مجال التعليم وهو أيضاً شاعر عرفته الحركة الأدبية منذ سنوات طويلة.

## النشأة
ولد شنيب بالقطر السوري عام 1923 على ضفاف نهر العاصي بمدينة حماة السورية إبان الثورة السورية ضد الاحتلال الفرنسي حيث هاجر والده إلى سوريا رفقة عمه عمر فائق شنيب إبان الحرب العالمية الاولى بعد المشاركة بمعارك الجهاد الأولى ضد الغزو الإيطالي لليبيا، وهناك توفي والداه عندما بلغ العاشرة فتولى عمه عمر فائق شنيب رعايته.

## الدراسة
تخرج من مدرسة التجهيز ودار المعلمين بدمشق وعين في الشهر الأول من عام 1943 مدرساً بإحدى مدارس دمشق.

## العمل
في نفس العام عاد إلى الوطن إلى مدينته درنة حيث امتهن التدريس بمدرسة النصر إلى عام 1946 لينتقل بعدها إلى مدرسة النورالى عام1950 وكان يلقن التلاميذ نشيد موطني وشجع على الاهتمام بالعمل الكشفي واشترك بجمعية عمر المختار وترأس رابطة الشباب فيها وساهم في نشاط هذه الجمعية ثقافياً ومسرحياً وكانت تلقى قصائده أثناء هذه الأنشطة التي سارت تنشرها صحيفتا برقة الجديدة والوطن ومجلتا عمر المختار والفجر الجديد التي تصدر كلها في بنغازي. ولما تكونت في درنه رابطة للمدرسين توصلت إلى إنشاء فريق كرة قدم اشترك فيه الشيخ عبد السلام بن عمران وكان فؤاد شنيب من المتفوقين في المسابقات الشعرية بشهادة الأستاذ محمد القديري زميله بالمدرسة. وسارت هذه المجموعة المرتبطة بالرابطة تقوم برحلات للجبل الأخضر وخصوصاً منطقة الهلال غرباً ومنطقة خليج البمبة شرقاً منهم أحمد فؤاد سالم شنيب ومحمد بوغرارة ومنصور الجربي ومفتاح الماجري ومحمد الحمر وصالح بن خيال ومحمد القديري وعبد الجواد بوسدرة وأحمد الغزواني وأحمد غنيم وغيرهم كثيرون، انتقل بعدها إلى بنغازي لندبه من المعارف ليشغل أمين سر مجلس نواب برقة من عام 1950 إلى نهاية عام 1951 ثم تم تكليفه أمين السر العام للمعارف إلى عام 1955 إلى جانب شغله أمين السر لمجلس التعليم الأعلى وأمين السر للجنة التحضيرية لإنشاء الجامعة الليبية.

## الدراسات العليا
منح في عام 1955 من قبل برنامج المساعدة الفنية لهيئة الامم المتحدة دراسية مدتها أربع سنوات لاستكمال دراسته حيث أقام سنة في فرنسا بجامعة باريس لدراسة علم نفس الطفل لينتقل بعدها إلى بلجيكا ليتم دراسته في جامعة بروكسل لمدة ثلاث سنوات ليتخصص في دراسة علم نفس المناهج وعلم النفس التربوي وعلم النفس السلوكي لينهي دراسته في عام 1958 ويعود إلى أرض الوطن للعمل بساحة التعليم حيث صدر قرار تعيينه عميداً لكلية الآداب بالجامعة الليبية لكن ذلك لم يتم لصدور قرار آخر بتعيينه ملحقاً ثقافياً للسفارة الليبية بواشنطن في الولايات المتحدة الأمريكية من عام 1959 إلى عام 1961 حيث تمت ترقيته إلى مستشار ثقافي للسفارة الليبية بباريس في فرنسا إلى جانب شغله مندوب ليبيا الدائم في اليونسكو إلى عام 1963 حيث عين في الشهر الثالث من عام 1963 وزيراً للمعارف ليستقيل منها في عام 1964 ليمتهن الأعمال الحرة.

## الجوائز والألقاب
منح عام 2005 العضوية الشرفية لرابطة الأدباء والكتاب بمدينة درنة إلى جانب كوكبة من الأدباء والشعراء ومبدعي هذه المدينة العريقة، عرفاناً بمجهوداتهم في حقول الأدب والشعر.

## الوفاة
مات عن عمر يناهز الثالثة والثمانين في مدينة بنغازي بعد رحلة معاناة طويلة مع المرض.

## عائلة شنيب
يعتبر الشاعر أحمد فؤاد شنيب أحد أبناء عائلة شنيب بمدينة درنة، التي اشتهرت بالجهاد والنضال والبطولات وتقديم الرجال، ومن رجالها: عمر فائق شنيب.

## اقرأ أيضا
- مسرح ميراماري
- عمر فائق شنيب
- درنة

## وصلات خارجية
- مدونة الباح[وصلة مكسورة]
- المنارة للإعلام
- منتدى ليبيا[وصلة مكسورة]